# 오픈 하트 (영화)
오픈 하트(Elsker Dig For Evigt, Open Hearts)는 덴마크에서 제작된 수잔 비에르 감독의 2002년 드라마, 멜로/로맨스 영화이다. 매즈 미켈슨 등이 주연으로 출연하였고 비베케 윈델로브 등이 제작에 참여하였다.

## 출연

### 주연
- 매즈 미켈슨
- 손자 리처

### 조연
- 니콜라이 리 코스
- 파프리카 스틴
- 버스 뉴먼
- 니엘스 올센
- 울프 필가르드
- 이다 드윙거
- 필리프 산덴
- 수잔 주하즈
- 한스 헨릭 클레멘센
- 티나 길링 모르텐슨

## 제작진
- Line PD: 카렌 벤존
- 공동제작: 시즈 그라움 예르겐센
- 배역: 레네 시스테드
- 배역: 젯 터맨